# Nati nel 1220
| Questa pagina contiene informazioni ricavate automaticamente dalle voci biografiche con l'ausilio del template Bio e di un bot. L'aggiornamento è periodico e automatico e ricostruisce completamente la pagina. Se manca una persona in questa lista, sei pregato di non aggiungerla, ma accertati piuttosto che la sua voce biografica contenga il template Bio e che i dati anagrafici siano correttamente compilati. Se il template Bio manca, inseriscilo tu stesso o, in alternativa, metti l'avviso {{tmp\|Bio}} che ne segnala la mancanza. Se i dati riportati sono sbagliati, correggi direttamente la voce biografica; le modifiche saranno visibili in questa lista entro pochi giorni. Per chiarimenti vedi il progetto biografie. La lista contiene solo le 22 persone che sono citate nell'enciclopedia e per le quali è stato implementato correttamente il template Bio. Pagina aggiornata al 18 lug 2025. |

- 7 marzo - Giacomo Bianconi, presbitero italiano († 1301)
- 1º aprile - Go-Saga, imperatore giapponese († 1272)
- 16 aprile - Ambrogio Sansedoni, religioso italiano († 1286)
- 30 maggio - Aleksandr Nevskij, nobile, santo e militare russo († 1263)
- 8 ottobre - Goffredo da Bussero, presbitero e scrittore italiano
- 11 novembre - Alfonso di Poitiers, nobile francese († 1271)
- Annibaldo Annibaldi, cardinale e teologo italiano († 1272)
- Arrigo da Campione, scultore e architetto italiano
- Zdislava Berka, santa ceca († 1252)
- Campano da Novara, matematico, astronomo e astrologo italiano († 1296)
- Cavalcante dei Cavalcanti, filosofo italiano († 1280)
- Gerardo di Abbeville, teologo francese († 1272)
- Giovanna di Dammartin, regina († 1279)
- Hillel ben Samuel, rabbino, filosofo e medico italiano († 1295)
- William Maudit, VIII conte di Warwick, conte († 1267)
- Mestwin II di Pomerania, nobile polacco († 1294)
- Riccardo Sanseverino, nobile italiano († 1267)
- Ugo di Châlon, nobile francese († 1266)
- Muhyi al-Dīn al-Maghribī, astronomo e matematico persiano († 1283)
- Brancaleone degli Andalò, politico italiano († 1258)
- Giovanna di Tolosa, contessa († 1271)
- Corrado di Würzburg, poeta tedesco († 1287)